# Midian (album Cradle of Flith)
Midian – czwarty studyjny album brytyjskiej grupy Cradle of Filth. Wydany w 2000 roku album koncepcyjny nawiązuje do biblijnego Midianu - kraju zbłąkanych dusz.
Nagrania uzyskały 35. miejsce na liście OLiS.

## Lista utworów
Lista utworów jest oparta na materiale źródłowym.
| Nr  | Tytuł utworu                            | Słowa      | Muzyka          | Długość |
| --- | --------------------------------------- | ---------- | --------------- | ------- |
| 1.  | „At the Gates of Midian”                | Dani Filth | Cradle of Filth | 2:21    |
| 2.  | „Cthulhu Dawn”                          | Dani Filth | Cradle of Filth | 4:17    |
| 3.  | „Saffron's Curse”                       | Dani Filth | Cradle of Filth | 6:32    |
| 4.  | „Death Magick for Adepts”               | Dani Filth | Cradle of Filth | 5:53    |
| 5.  | „Lord Abortion (featuring Toni King)”   | Dani Filth | Cradle of Filth | 6:51    |
| 6.  | „Amor e Morte”                          | Dani Filth | Cradle of Filth | 6:44    |
| 7.  | „Creatures That Kissed in Cold Mirrors” | Dani Filth | Cradle of Filth | 3:00    |
| 8.  | „Her Ghost in the Fog”                  | Dani Filth | Cradle of Filth | 6:24    |
| 9.  | „Satanic Mantra”                        | Dani Filth | Cradle of Filth | 0:51    |
| 10. | „Tearing the Veil from Grace”           | Dani Filth | Cradle of Filth | 8:13    |
| 11. | „Tortured Soul Asylum”                  | Dani Filth | Cradle of Filth | 7:46    |
|     |                                         |            |                 | 58:52   |

| Utwór dodatkowy | Utwór dodatkowy                     | Utwór dodatkowy |
| Nr              | Tytuł utworu                        | Długość         |
| --------------- | ----------------------------------- | --------------- |
| 1.              | „For Those Who Died (cover Sabbat)” | 6:16            |

| Sampler - Excerpts From Midian | Sampler - Excerpts From Midian        | Sampler - Excerpts From Midian | Sampler - Excerpts From Midian | Sampler - Excerpts From Midian |
| Nr                             | Tytuł utworu                          | Słowa                          | Muzyka                         | Długość                        |
| ------------------------------ | ------------------------------------- | ------------------------------ | ------------------------------ | ------------------------------ |
| 1.                             | „Saffron's Curse”                     | Dani Filth                     | Cradle of Filth                | 6:32                           |
| 2.                             | „Lord Abortion (featuring Toni King)” | Dani Filth                     | Cradle of Filth                | 6:51                           |
| 3.                             | „Her Ghost in the Fog (Edit)”         | Dani Filth                     | Cradle of Filth                | 4:16                           |
|                                |                                       |                                |                                | 17:39                          |

## Twórcy
Lista twórców jest oparta na materiale źródłowym.
| Zespół Cradle of Filth w składzie - Dani Filth - wokal prowadzący - Paul Allender - gitara rytmiczna, gitara prowadząca, oprawa graficzna - Gian Pyres - gitara rytmiczna, gitara prowadząca - Robin Eaglestone - gitara basowa - Martin Powell - instrumenty klawiszowe - Adrian Erlandsson - perkusja | Dodatkowi muzycy - Martin Walkyier - gościnnie wokal - Doug Bradley - narracja - Sarah Jezebel Deva - wokal wspierający - Mika Lindberg - wokal wspierający - Andy Nice - wiolonczela - Toni King - głos | Produkcja - John Fryer - produkcja muzyczna - Doug "Drummer Drug" Cook - produkcja muzyczna, inżynieria dźwięku - Jamie Morrison - inżynieria dźwięku - Ray Staff - mastering - P. J. Allender - oprawa graficzna - J.K. Potter, Stu Williamson, Paul Harries - zdjęcia - Fay Woolven, Paul Loasby, Paul Bolton, Tim Northrop - management |